# Język herero
Język herero (Ojitherero) – język z południowo-zachodniej grupy rodziny bantu, używany w Namibii, Angoli i Botswanie. Liczba mówiących wynosi ok. 212 tys. (Hererowie i Himba).